# 銭形平次 (風間杜夫)
風間杜夫版主演『銭形平次』（ぜにがたへいじ）は、1987年1月6日から同年12月22日まで、日本テレビ系の「火曜8時枠時代劇」枠で毎週火曜日20:00 - 20:54に放映されていた連続テレビ時代劇。通常版37話とスペシャル版3話。

## 概要
若山富三郎・安井昌二・大川橋蔵に続く、テレビドラマ版『銭形平次』の4度目の映像化である。
従来の銭形平次によくある「謎解き」よりも、日本テレビのドル箱だった青春ドラマの要素が強調された。

## キャスト
- 銭形平次：風間杜夫
- お静：宮崎美子
- 三輪の万七：左とん平
- おりん：美保純（第24話まで）
- 八五郎：木場勝己
- おとめ：浅利香津代
- 清吉：森川正太
- 紋三：井上博一
- 城太郎：高橋友之（SP-3から）
- 工藤：潮哲也（第19話から）
- 笹野新三郎：中村橋之助（第24話まで）
- 笹野絹：岸田今日子
- お桂：田中好子（SP-3から）
- 笹野弥三郎：萬屋錦之介（特別出演）

## ゲスト出演者
| 話数   | サブタイトル         | ゲスト出演者 |
| ------ | -------------------- | --- |
| SP-1   | 初姿・投げ銭一番手柄 | 金田龍之介、杉田かおる、亀石征一郎、山本紀彦、福山升三、内田稔、吉田次昭、依田英助 |
| 第1話  | 刑場の花嫁           | 空木伊賀守：田村高廣 小三郎：大橋吾郎 お美乃：立枝歩 奉行：中山昭二 黒崎伝八郎：内田勝正 幾松：加藤大樹 浪五郎：大宮悌二 八兵衛：相原巨典 魚屋：古今亭志ん駒 ：佐山禮子 ：山本庄助 ：藤本宏 ：小松野三徳 ：戸倉有尊 ：紅理子                                                                             |
| 第2話  | 涙は無用・忍術父娘   | 成瀬九十郎/山脇源内（二役）：森次晃嗣 加奈：小野さやか 黒川将監：藤岡重慶 嶋田屋藤兵衛：江見俊太郎 奥宮鏡太郎：河合絃司 留吉の神さん：大井小町 弥吉：伴直弥 ：玉村駿太郎 ：高山千草 ：吉原朝馬 ：西本昌弘 ：久本念 ：中島房江 ：吉田朋美 ：一瀬弘道 ：中西典子 ：飯島明子 ：森岡隆見 ：藤原益二 ：深作覚 |
| 第3話  | 人情、迷子札         | お北：牧口昌代 伊之助：左右田一平 園山若狭守：天田俊明 石沢佐仲：睦五朗 若木：佐久田修 与作：岡部征純 乙松：大友大輔 お登勢：小園蓉子 ：西田昭市 ：岡田映一 ：入江英義 ：岩城和男 ：鈴木一功 ：森井睦 ：西内彰 ：賀川幸史朗 ：森岡隆見                                                                   |
| 第4話  | 結納の行方           | お関：会沢朋子 長谷倉：長谷川明男 大川原：菅貫太郎 常右衛門：福田豊土 千代松：加藤純平 江島屋良介：高城淳一 太兵衛：稲垣昭三 三次：倉島襄 佐野屋：佐伯徹 親方：三重街恒二 良太郎：阿部渡 謡曲：豊嶋訓三                                                                                                  |
| 第5話  | 江戸っ娘気質         | 同心・堀江：長谷川哲夫 おひで：日下由美 平戸屋：金井大 駒吉：瀬川新蔵 仙三：深水三章 和助親分：鶴田忍 松助：江幡高志 お勝：辻伊万里 ：大方斐紗子 ：稲川善一 ：今西正男 ：都家歌六 ：みろく光恵 ：高橋正昭 ：星野晃 ：大貫幸雄 ：高橋祐子                                                                 |
| 第6話  | 三軒長屋殺人事件     | 周助：内藤武敏 伝吉：佐藤仁哉 おみお：丸山秀美 寅吉：藤木悠 石沢閑斎：横沢祐一 おかね：石井富子 小間物屋の主人：武藤英司 まむしの銅六：市川好郎 おしげ：五十嵐美鈴 弥造：中田譲治 |
| 第7話  | 猫が見ていた         | 佐吉：加納竜 源造：垂水悟郎 お妙：和田幾子 千代吉：重田尚彦 お里：三好美智子 お信：松本真季 おもん：平沢智子 勝造：西川敬三郎 喜助：中寛三 老婆：大方斐紗子 常吉：千葉茂 少年時代の佐吉：米津拓人 三吉：利根川龍二 ：太田久美 ：中尾慎司 ：中島房江 ：二家本辰己 ：森下昌子                              |
| 第8話  | 人情、雛祭り         | お半：小鹿みき 大淵信之助：和崎俊哉 お銀：竹井みどり 時田：原口剛 半田屋久太郎：真田健一郎 おとき：藤江リカ 矢場女：加賀美博美 浪人：折尾吉郎 ：吉田朋子 ：中西典子 ：山東未樹子 ：堰合美保子 ：高市好行                                                                                                 |
| 第9話  | お藤、謎を解く       | お藤：高木美保 藤吉：内田稔 佐平：袋正 川崎の金六：遠藤征慈 お直：銀粉蝶 伊勢屋：須藤健 おさえ：林優枝 須田武善：松本朝生 浩次郎：河西健司 伝之助：金子研三 ：清水宏 ：木下浩 ：飯田テル子 ：丸林昭夫 ：久木念 ：夏原久枝 ：杏さち子 ：平井力 ：高橋正昭                                                 |
| 第10話 | 夜がらすのおしま     | おしま：小林かおり 繁造：浜田晃 長兵衛：江角英明 おせん：西山水木 およう：荒井由加 おぶん：佐藤志穂 おきち：大綱めぐみ 近江屋：林昭夫 小物問屋：大山豊 幸吉：熊谷俊哉 利助：田原千之右 太市：廣間亮輔 千吉：広瀬清一                                                                                     |
| 第11話 | つっぱりお恵         | お恵：高部知子 髙島軍兵衛：綿引勝彦 基月屋：西沢利明 半助：大塚国夫 竹の市：草薙良一 お糸：蜷川美歩 松二郎：二瓶鮫一 源太：山崎猛 与力：加地健太郎 同心：荒瀬寛樹 主人：名川貞郎 門番：町田幸夫 ：丸山詠二 ：加藤茂雄 ：都家歌六 ：溝口順子 ：中瀬博文 ：菊川予市 ：森岡隆見 ：高橋正昭                  |
| 第12話 | 二人三脚、袖摺坂     | 岩村勝之進：江藤潤 早苗：岡本舞 加賀屋：森幹太 伊沢又兵衛：小笠原良知 為吉：中田譲治 舟宿の女将：原田千枝子 ：中尾慎司 ：平井力 ：福本浩己 藤八拳指導：悠玄亭玉介 |
| SP-2   | 十手の道             | 田村高廣、生田悦子、青木義朗、新田純一、後藤恭子、本郷直樹、内田勝正、楠田薫、小林勝彦、 奥村公延、武藤章生、吉沢健、影山英俊、小川隆市 |
| 第13話 | 春の雪               | お栄：原日出子 辰蔵：小野進也 おせつ：中島葵 徳次郎：八木隆 巳之助：脇坂奎介 宇吉：松尾文人 定六：花かおる 大工：坂俊一 留吉：寺島進 下っ引：西本昌弘 ：中尾慎司 ：飯島明子 三味線指導：大木久子 刺青：河野弘                                                                                            |
| 第14話 | 岡っ引嫌い           | おけい：日下由美 金兵衛：渥美国泰 宇之吉：冷泉公裕 片山半五郎：辻萬長 山脇勝之進：穂高稔 勘太：中垣克麻 おたき：松本真季 おひで：久保田民栄 角造：前川哲男 直助：伊藤紘 留吉：常泉忠通 甚兵衛：小池栄 ：柳亭風枝 ：西尾梓 ：瀬戸あかり ：太田久美 ：佐藤才志 ：吉尾玲                                    |
| 第15話 | 鯉のぼり、舞った     | お糸：長谷川里佳 栄吉：趙方豪 湊屋：小鹿番 乾：石橋雅史 小春：大塚良重 秋田屋：遠藤剛 カミさん：大井小町 喜作：湯沢勉 松屋：相原巨典 留吉：うえずみのる 親爺：久木念 伊之吉：阿部渡 ：志村幸江 ：一瀬浩道 ：中島房江 ：都家歌六 ：黒川恭佑 ：斉藤喜之 ：中西典子 茶道指導：西川宗多                      |
| 第16話 | 神田川心中           | お道：香山まり子 木沢伝十郎：御木本伸介 伊作：うえだ峻 田崎重蔵：柴田侊彦 富坂辰蔵：坂口芳貞 越前屋：三角八朗 お糸：黒川京子 留吉：大木正司 源蔵：陶隆司 松蔵：村上幹夫 長屋の女：杉村暁 庄吉：木下浩之 ：小川真喜子 ：川口節子 ：紀平佳枝 ：志村幸江                                                    |
| 第17話 | あぶない親子         | 児島美ゆき、佐原健二、余貴美子、右田総一郎、京春上、大杉漣、稲吉靖司、野瀬哲男、笠原静、 本名陽子、佐藤コージ、永谷悟一、竹本和正 |
| 第18話 | 消えた獄門首         | 戸浦六宏、二階堂千寿、益富信孝、伊東達広、梅津栄、石田信之、飛鳥裕子、岡部征純、三原博、 夏木順平、加藤茂雄 |
| 第19話 | 惚れた一念           | 三浦リカ、遠藤征慈、潮哲也、草薙良一、山本寛、灰地順、稲川善一、久木念、大貫幸雄、藤原益二 |
| 第20話 | 子供の目             | 河原崎建三、三浦真弓、海野善一、木瓜みらい、大野正敏、吉中六、石原昭宏、飯田テル子、山崎猛、 有福正志、名取幸政、丸山詠二、篠田薫、円谷文彦、市川勉、泉福之助、記平佳枝 |
| 第21話 | 艶妻伝               | 香野百合子、平泉成、北村総一朗、伊藤敏孝、深谷みさお、高橋正昭、大貫幸雄、藤原益二 |
| 第22話 | 八五郎、恋の手習い   | 高橋長英、島村佳江、幸田宗丸、冨田浩太郎、高岡一郎、吉中六、菊川予市、寺島進、松永忍 |
| 第23話 | 五年ぶりの給金       | 倉崎青児、橘ゆかり、富川徹夫、椎谷建治、小川依子、たうみあきこ、奥野匡、和田周、 小出真由美、山本庄助、浦明子 |
| 第24話 | とらわれたお静       | 高岡健二、樋浦勉、潮哲也、倉吉朝子、牧野愛砂、平沢智子、松熊信義、椎谷建治、 二瓶鮫一、岡部征純、久我しげき、小林由理 |
| 第25話 | 見知らぬ亭主         | 山本みどり、速水亮、山田吾一、梅津栄、林優枝、武藤英司、中島元、北村大吉、木下浩、 吉村よう、北村代吉、鶴谷嵐、大島光幸、小野沢智子、中條文秋、柳亭風枝 |
| 第26話 | 旅立ち               | 中西良太、金井大、大宮悌二、平松慎吾、吉田忍、市川好郎、由良宣子、五十嵐美恵子、 溝口順子、中村方隆、森卓三、安藤亮子、中尾慎司、飯島明子、一瀬浩道 |
| 第27話 | 命くれない           | 石田弦太郎、一柳みる、和崎俊哉、小池雄介、後藤慎好、大方斐紗子、高山千草、 原田千枝子、脇坂奎平、武田好子、田辺洋行、福岡正剛、池田功、大久保真美、中西典子、 深作覚、北斗辰典 |
| SP-3   | 殺意の遺産           | 渡辺典子、岡本富士太、嶋英二、穂積隆信、北村総一朗、河西健司 |
| 第28話 | 十手返上             | 比企理恵、渥美国泰、内藤剛志、片桐竜次、長谷川初範、安藤一夫、遠藤征慈、坂東太三郎 |
| 第29話 | 遠い祭りばやし       | 宮崎達也、千野弘美、梨本謙次郎、徳江一裕、平沢智子、野口ふみえ、菊地優子、 谷村好一、高崎隆二、高橋智之、佐川二郎、青木菜々、川口節子、阿部渡、大田久美、 高橋祐子、大木久子 |
| 第30話 | 鬼心、女心           | 山口美也子、伊佐山ひろ子、浜田晃、長島裕子、石丸謙二郎、西沢利明、大杉漣、武藤英司、 西本昌行、桜井ゆう子、山岡健治、中尾慎司 |
| 第31話 | 死神のあまい香り     | 高樹澪、小野武彦、緋多景子、根岸一正、大原賢太郎、河合絃司、由起艶子、武内文平、 にしうちあきら、星野晃、宮崎優子 |
| 第32話 | 間違えられた人質     | 田島令子、田口計、原口剛、片岡五郎、水上功治、北村晃一、西川敬三郎、渡辺茂樹、 小林由利、篠田薫 |
| 第33話 | 叱られた平次         | 佐々木すみ江、夏夕介、金子研三、田山真美子、中田譲治、花かおる、野瀬哲男、山崎満、 塙紀子、町田幸夫、藤谷文子、飯島明子、太田行雄、大島光幸 |
| 第34話 | 恐怖の手毬唄         | 菅貫太郎、赤塚真人、中田浩二、服部妙子、岡部征純、幸田宗丸、松本真季、監物房子、 西川敬三郎、由起艶子、平山直樹、高山千草、五十嵐美鈴、田辺洋行、近江大介 |
| 第35話 | 八五郎勝負!          | 沢竜二、内田勝正、柴田美保、根岸一正、石山雄大、武藤英司、藤田佳美、大山豊、 長谷川歩、小野智子、飯村隆司 |
| 第36話 | 夫婦川、なみだ橋     | 山本みどり、深水三章、左時枝、右田総一郎、樋浦勉、江見俊太郎、長谷川弘、 椎谷建治、大方斐紗子、大島光幸、原田千枝子、中山弘也、梅野恵美子、藤谷文子 |
| 第37話 | 宿場町、泣く女       | 勝部演之、高城淳一、市川好郎、園田裕久、土井美加、黒川明子、今井和子、 大場順、小野沢智子、野瀬哲男、田山美也子、木下浩、吉沢健、山路和弘、 宇乃壬麻、加治良介、高橋正昭、菊川予市、中瀬博文、鈴木実、太田行雄、太田久美、 藤谷文子、宇治絵美                                                            |

## スタッフ

### SP-1から第4話までのクレジット順
- 企画：岡田晋吉
- 原作：野村胡堂『銭形平次捕物控』（富士見書房刊）
- 脚本：小川英、胡桃哲、石川孝人、中野顕彰、安藤日出男
- 監督：斎藤光正、澤田幸弘、小澤啓一
- プロデューサー：須永元（日本テレビ）、松岡明、菊池昭康（SP-1 - 第2話）
- 撮影：伊佐山巌
- 照明：大西美津男
- 録音：木村瑛二
- 美術：松井敏行
- 編集：井上治
- 選曲：合田豊
- 整音：小峰信雄
- 助監督：横井洋、佐藤陸夫
- 制作主任：長沢克明
- 宣伝担当：難波佐保子
- 色彩計測：山口信幸
- 記録：中田秀子、安倍伸子
- 演技事務：村上和也
- 殺陣：國井正廣、高倉英二
- 現像：IMAGICA
- 髙津映画装飾
- しみず工房
- かつら：川口かつら
- 衣裳：東京衣裳
- タイトル：鈴木日出夫
- 音楽：川村栄二
- 協力：現代制作舎（ノンクレジット）
- スタジオ：生田スタジオ、にっかつ撮影所
- 衣裳協力：鈴乃屋
- 製作：ユニオン映画

### 第5話・第6話のクレジット順
- 企画：岡田晋吉
- 原作：野村胡堂『銭形平次捕物控』（富士見書房刊）
- 脚本：佐藤五月、鈴木生朗
- 監督：斎藤光正
- プロデューサー：須永元（日本テレビ）、松岡明
- 撮影：伊佐山巌
- 照明：大西美津男
- 録音：木村瑛二
- 編集：井上治
- 美術：松井敏行
- 整音：小峰信雄
- 選曲：合田豊
- 効果：小島良雄（東洋音響→クレジットなし）（第5話から）
- 助監督：佐藤陸夫
- 制作主任：長沢克明
- 宣伝担当：難波佐保子
- 色彩計測：山口信幸
- 記録：安倍伸子
- 演技事務：村上和也
- 殺陣：高倉英二
- 現像：IMAGICA
- 髙津映画装飾
- しみず工房
- かつら：川口かつら
- 衣裳：東京衣裳
- タイトル：鈴木日出夫
- 音楽：川村栄二
- 協力：現代制作舎（ノンクレジット）
- スタジオ：生田スタジオ、にっかつ撮影所
- 衣裳協力：鈴乃屋
- 製作：ユニオン映画

### 第7話以降のクレジット順
- 企画：岡田晋吉
- 原作：野村胡堂『銭形平次捕物控』（富士見書房刊）
- 脚本：佐藤五月、中野顕彰、小川英、胡桃哲、秋葉純子、鈴木生朗、山田貴美子、白井更生、和久田正明、村崎圭、峯尾基三、蔵元三四郎、名倉勲、渡辺良二、岡田光治、山本真帆、井川公彦
- 監督：斎藤光正、高瀬昌弘、澤田幸弘、小澤啓一、手銭弘喜、藤井克彦
- プロデューサー：須永元（日本テレビ）、松岡明
- 撮影：伊佐山巌
- 照明：大西美津男、鈴木豊
- 録音：木村瑛二、信岡実、神保小四郎
- 美術：松井敏行
- 編集：井上治、鍋島惇
- 効果：小島良雄（東洋音響→クレジットなし）
- 選曲：合田豊
- 整音：小峰信雄
- 色彩計測：山口信幸、設楽保幸
- 記録：石山伸子、中田秀子、松葉セツ子、桧垣久恵
- 演技事務：村上和也
- 殺陣：高倉英二
- 宣伝担当：難波佐保子
- 助監督：佐藤陸夫、横井洋、藤田保行
- 制作主任：長沢克明、加納譲治、大藤博司
- プロデューサー補：内堀雄三（第7話から）
- 現像：IMAGICA
- 髙津映画装飾
- しみず工房
- かつら：川口かつら
- 衣裳：東京衣裳
- タイトル：鈴木日出夫
- 音楽：川村栄二
- 協力：現代制作舎（ノンクレジット）
- スタジオ：生田スタジオ、にっかつ撮影所
- 衣裳協力：鈴乃屋
- 製作：ユニオン映画

## 主題歌
「遙かな愛」
作詞：松本一起 / 作曲：タケカワユキヒデ / 唄：風間杜夫（キティレコード）

## 放映リスト
| 話数   | 放送日        | サブタイトル         | 脚本                   | 監督     |
| ------ | ------------- | -------------------- | ---------------------- | -------- |
| SP-1   | 1987年 1月6日 | 初姿・投げ銭一番手柄 | 小川英 胡桃哲          | 斎藤光正 |
| 第1話  | 1月13日       | 刑場の花嫁           | 小川英 胡桃哲          | 澤田幸弘 |
| 第2話  | 1月20日       | 涙は無用・忍術父娘   | 小川英 石川孝人        | 澤田幸弘 |
| 第3話  | 1月27日       | 人情、迷子札         | 中野顕彰               | 小澤啓一 |
| 第4話  | 2月3日        | 結納の行方           | 安藤日出男             | 小澤啓一 |
| 第5話  | 2月10日       | 江戸っ娘気質         | 佐藤五月               | 斎藤光正 |
| 第6話  | 2月17日       | 三軒長屋殺人事件     | 鈴木生朗               | 斎藤光正 |
| 第7話  | 2月24日       | 猫が見ていた         | 佐藤五月               | 斎藤光正 |
| 第8話  | 3月3日        | 人情、雛祭り         | 中野顕彰               | 高瀬昌弘 |
| 第9話  | 3月10日       | お藤、謎を解く       | 小川英 胡桃哲 秋葉純子 | 斎藤光正 |
| 第10話 | 3月17日       | 夜がらすのおしま     | 鈴木生朗               | 澤田幸弘 |
| 第11話 | 3月24日       | つっぱりお恵         | 小川英 胡桃哲          | 小澤啓一 |
| 第12話 | 3月31日       | 二人三脚、袖摺坂     | 鈴木生朗               | 小澤啓一 |
| SP-2   | 4月7日        | 十手の道             | 小川英 胡桃哲          | 小澤啓一 |
| 第13話 | 4月14日       | 春の雪               | 小川英 山田貴美子      | 手銭弘喜 |
| 第14話 | 4月28日       | 岡っ引嫌い           | 鈴木生朗               | 斎藤光正 |
| 第15話 | 5月5日        | 鯉のぼり、舞った     | 小川英 中野顕彰        | 手銭弘喜 |
| 第16話 | 5月19日       | 神田川心中           | 白井更生               | 斎藤光正 |
| 第17話 | 6月2日        | あぶない親子         | 和久田正明             | 澤田幸弘 |
| 第18話 | 6月16日       | 消えた獄門首         | 鈴木生朗               | 手銭弘喜 |
| 第19話 | 6月30日       | 惚れた一念           | 村崎圭                 | 手銭弘喜 |
| 第20話 | 7月7日        | 子供の目             | 峯尾基三               | 斎藤光正 |
| 第21話 | 7月14日       | 艶妻伝               | 小川英 蔵元三四郎      | 斎藤光正 |
| 第22話 | 8月4日        | 八五郎、恋の手習い   | 鈴木生朗               | 高瀬昌弘 |
| 第23話 | 8月18日       | 五年ぶりの給金       | 中野顕彰 小川英        | 澤田幸弘 |
| 第24話 | 9月15日       | とらわれたお静       | 小川英 胡桃哲          | 斎藤光正 |
| 第25話 | 9月22日       | 見知らぬ亭主         | 和久田正明             | 斎藤光正 |
| 第26話 | 9月29日       | 旅立ち               | 小川英 山田貴美子      | 手銭弘喜 |
| 第27話 | 10月6日       | 命くれない           | 名倉勲                 | 手銭弘喜 |
| SP-3   | 10月13日      | 殺意の遺産           | 小川英 胡桃哲          | 斎藤光正 |
| 第28話 | 10月20日      | 十手返上             | 鈴木生朗               | 小澤啓一 |
| 第29話 | 10月27日      | 遠い祭りばやし       | 峯尾基三               | 小澤啓一 |
| 第30話 | 11月3日       | 鬼心、女心           | 和久田正明             | 藤井克彦 |
| 第31話 | 11月10日      | 死神のあまい香り     | 安藤日出男             | 藤井克彦 |
| 第32話 | 11月17日      | 間違えられた人質     | 鈴木生朗               | 澤田幸弘 |
| 第33話 | 11月24日      | 叱られた平次         | 小川英 渡辺良二        | 澤田幸弘 |
| 第34話 | 12月1日       | 恐怖の手毬唄         | 岡田光治 山本真帆      | 斎藤光正 |
| 第35話 | 12月8日       | 八五郎勝負!          | 鈴木生朗               | 斎藤光正 |
| 第36話 | 12月15日      | 夫婦川、なみだ橋     | 和久田正明             | 斎藤光正 |
| 第37話 | 12月22日      | 宿場町、泣く女       | 小川英 井川公彦        | 斎藤光正 |

## 放送局
特筆の無い限り全て同時ネット
- 日本テレビ（制作局）
- 北日本放送[1]
- 福井放送[1]

## DVD
エムスリイエンタテインメントよりスペシャル3話を除く全37話がリリースされた。